# Production TT
De Production TT is een wegracecategorie die in het verleden werd verreden tijdens de Isle of Man TT. Binnen deze categorie bestonden een aantal klassen, afhankelijk van de cilinderinhoud van de gebruikte motorfietsen. Bij de Production TT mochten alleen motorfietsen starten die slechts licht afweken van de standaard modellen die voor iedereen te koop waren. 

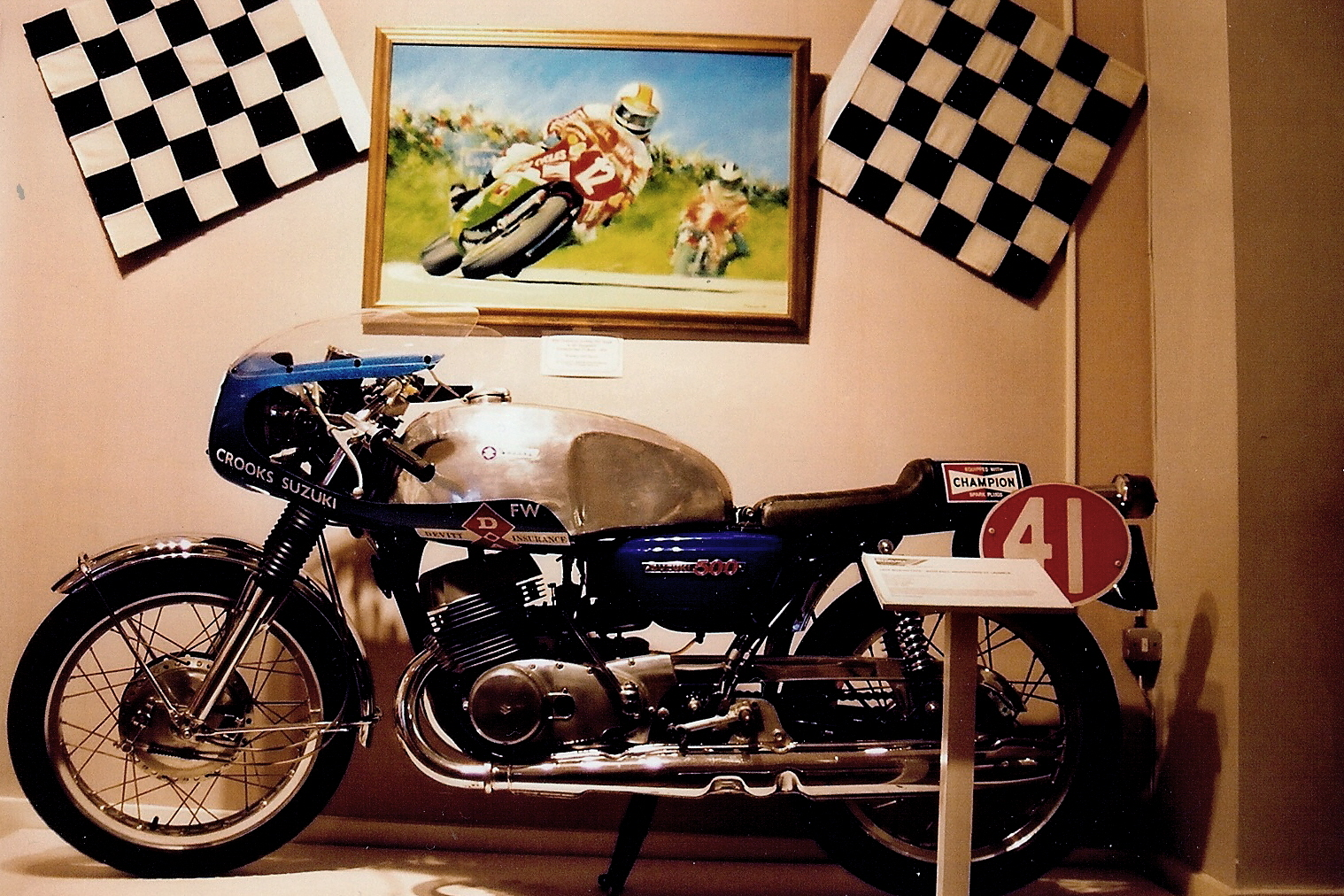
De Crooks-Suzuki T 500 waarmee Frank Whiteway de Production 500 van 1970 won.

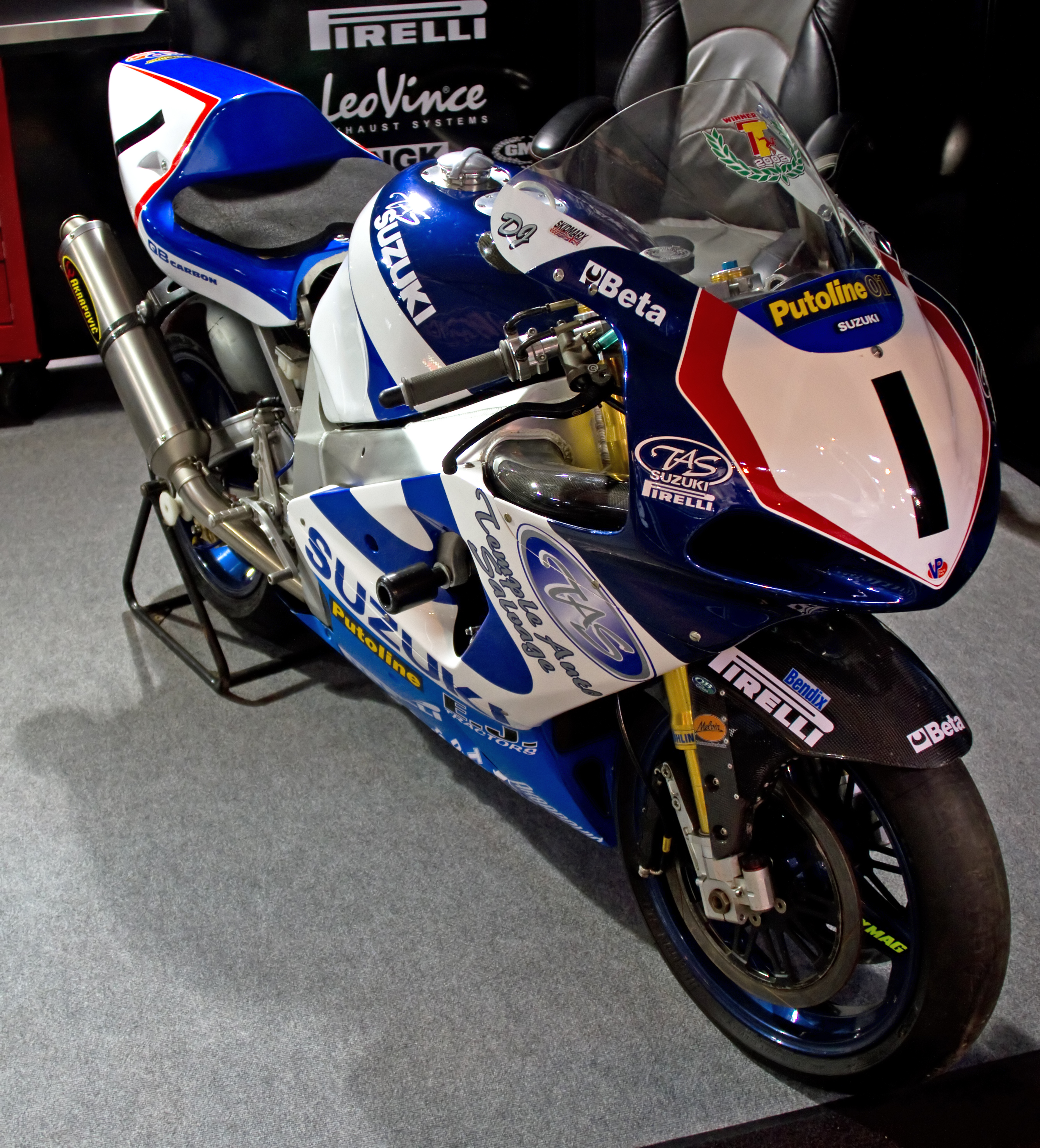
TAS Suzuki GSX-R 1000 van David Jefferies uit 2002

## Voorgeschiedenis
In het eerste racejaar na de Tweede Wereldoorlog (1947) had de Auto-Cycle Union al speciale raceklassen voor privérijders ingesteld. Zij konden daardoor met goedkopere, van normale standaardmodellen afgeleide clubmanracers rijden. In dat eerste jaar ontstonden zo de Clubmans Lightweight TT (250 cc), de Clubmans Junior TT (350 cc) en de Clubmans Senior TT (500 cc). In 1949 werd ook de Clubmans 1000 cc TT toegevoegd. De privérijders konden op hetzelfde circuit ook uitkomen in de Manx Grand Prix, maar tijdens de Isle of Man TT waren ook professionele fabrieksteams aanwezig en zo kon men zich "in de kijker" rijden. Dat gebeurde onder meer met Geoff Duke, die in 1949 de Clubmans Senior TT won. De Clubmans 1000 cc TT was vanaf het begin dun bezet en bestond bovendien bijna uitsluitend uit machines van het merk Vincent-HRD. Toen in 1951 vanwege het wereldkampioenschap wegrace de 125 cc Ultra-Lightweight TT aan het programma moest worden toegevoegd, ging dat ten koste van de weinig populaire Clubmans Lightweight TT en de Clubmans 1000 cc TT. De laatste werd in 1953 eenmalig nog een keer verreden met slechts acht starters en meteen weer afgeschaft. De overgebleven Clubmans-klassen verhuisden in 1955 naar de kortere Clypse Course, die bestond uit delen van de langere Snaefell Mountain Course. Hierdoor werden ze interessanter voor het publiek omdat de coureurs vaker passeerden. In 1956 vervielen de Clubmans klassen, maar in 1959 werden ze opgevolgd door de 350 Formula One TT en de 500 Formula One TT voor productieracers. Hierdoor ontstonden twee klassen waar de dure Italiaanse fabrieksracers buitenspel werden gezet en kon men de zieltogende Britse industrie een kans bieden om successen te behalen met eigen, ouderwetse machines. Het werkte niet omdat er weliswaar met Britse machines werd gereden, maar ook door topcoureurs als Mike Hailwood en Bob McIntyre. Het was dan ook een eenmalig experiment.

## Production TT
De Production TT-klassen werden in 1967 ingesteld ter gelegenheid van het 50e jubileum van de Isle of Man TT. Hoewel de eerste Production TT uit slechts één race bestond, reden daar toen al drie klassen: de Production 250 TT, de Production 500 TT en de Production 750 TT. De machines waren weer afgeleid van normale, sportieve toermodellen. Daarmee was men eigenlijk weer terug bij de oude "Clubmans"-formule, maar de Production 750 TT bood nu wel een podium aan de zware 750cc-machines van Triumph, Norton en BSA. In 1974 werd deze klasse vervangen door de Production 1000 TT, nadat de Fédération Internationale de Motocyclisme in 1973 de Formule 750 had ingesteld. In 1975 werden de drie klassen niet meer afzonderlijk genoemd, maar met tien ronden (600 km) over de "Mountain Course" was dat de langste race op het eiland Man uit de geschiedenis. Daarom moest er ook afwisselend met twee coureurs worden per machine worden gereden. Alleen de 250cc-machines werden na negen ronden afgevlagd.
In 1977 was de Production TT van het programma verdwenen. Nadat de FIM de Isle of Man TT haar WK-status had ontnomen, stelde men zelf drie nieuwe raceklassen samen:
- Formula One TT: 600- tot 1.000 cc viertakten en 350- tot 500 cc tweetakten
- Formula Two TT: 400- tot 600 cc viertakten en 250- tot 350 cc tweetakten
- Formula Three TT: 200- tot 400 cc viertakten en 125- tot 250 cc tweetakten.

Deze klassen werden in 1984 weer vervangen door productieklassen: 100-250 cc, 251-750 cc en 501-1500 cc. In 1986 kwam er weer een nieuwe klassen-indeling:
- Production Class A: 501-750 cc tweetakt en 751- 1.300 cc viertakt
- Production Class B: 401-500 cc tweetakt en 601-750 cc viertakt
- Production Class C: 251-400 cc tweetakt en 401-600 cc viertakt
- Production Class D: 250 cc tweetakt en 400 cc viertakt

De lichte klassen werden in 1989 vervangen door de Supersport 600 TT de Supersport 400 TT, waardoor ook de andere klassen weer van naam veranderden: Production 750 TT en Production 1300 TT. In 1989 verongelukten Phil Mellor en Steve Henshaw tijdens de Production 1300 race en daarna werden de productieklassen weer van het programma geschrapt. Pas in 1996 kwam er weer één Production race, open voor motorfietsen tot 1.000 cc. In 2001 konden de races niet verreden worden vanwege de mond-en-klauwzeer-crisis, en in 2002 werd er toch weer een lichtere klasse toegevoegd, de Production 600.
De laatste Production TT werd in 2004 gereden. Daarna werd ze vervangen door de Superstock TT.

## Production TT resultaten
| Jaar                                                                        | Klasse                                 | cc                                         | 1e                                            | 2e                                                | 3e                                            |
| --------------------------------------------------------------------------- | -------------------------------------- | ------------------------------------------ | --------------------------------------------- | ------------------------------------------------- | --------------------------------------------- |
| 1967                                                                        | Production 250                         | 250                                        | Bill Smith, Bultaco                           | Tommy Robb, Bultaco                               | Barry Smith, Suzuki                           |
| 1967                                                                        | Production 500                         | 500                                        | Neil Kelly, Velocette                         | Keith Heckles, Velocette                          | David Nixon, Triumph                          |
| 1967                                                                        | Production 750                         | 750                                        | John Hartle, Triumph                          | Paul Smart, Norton Commando                       | Tony Smith, BSA                               |
| 1968                                                                        | Production 250                         | 250                                        | Trevor Burgess, Ossa                          | George Leigh, Bultaco                             | Barry Smith, Suzuki                           |
| 1968                                                                        | Production 500                         | 500                                        | Ray Knight, Triumph                           | John Blanchard, Velocette                         | David Nixon, Triumph                          |
| 1968                                                                        | Production 750                         | 750                                        | Ray Pickrell, Dunstall Norton Commando        | Billie Nelson, Norton Commando                    | Tony Smith, BSA                               |
| 1969                                                                        | Production 250                         | 250                                        | Alistair Rogers, Ducati                       | Frank Whiteway, Suzuki                            | Chas Mortimer, Ducati                         |
| 1969                                                                        | Production 500                         | 500                                        | Graham Penny, Honda                           | Ray Knight, Triumph                               | R. Baylie, Triumph                            |
| 1969                                                                        | Production 750                         | 750                                        | Malcolm Uphill, Triumph Trident 750           | Paul Smart, Norton Commando                       | Darryl Pendlebury, Triumph                    |
| 1970                                                                        | Production 250                         | 250                                        | Chas Mortimer, Ducati                         | John Williams, Honda                              | Stan Woods, Suzuki                            |
| 1970                                                                        | Production 500                         | 500                                        | Frank Whiteway, Crooks Suzuki                 | Gordon Pantall, Triumph                           | Ray Knight, Triumph                           |
| 1970                                                                        | Production 750                         | 750                                        | Malcolm Uphill, Triumph Trident 750           | Peter Williams, Norton Commando                   | Ray Pickrell, Norton Commando                 |
| 1971                                                                        | Production 250                         | 250                                        | Bill Smith, Honda                             | Charlie Williams, Yamaha                          | Tommy Robb, Honda                             |
| 1971                                                                        | Production 500                         | 500                                        | John Williams, Honda                          | Graham Penny, Honda                               | A. Cooper, Suzuki                             |
| 1971                                                                        | Production 750                         | 750                                        | Ray Pickrell, Triumph Trident 750             | Tony Jefferies, Triumph Trident 750               | Bob Heath, BSA Rocket 3                       |
| 1972                                                                        | Production 250                         | 250                                        | John Williams, Honda                          | Charlie Williams, Yamaha                          | Eddie Roberts, Suzuki                         |
| 1972                                                                        | Production 500                         | 500                                        | Stan Woods, Suzuki                            | Roger Bowler, Triumph                             | Barry Smith, Honda                            |
| 1972                                                                        | Production 750                         | 750                                        | Ray Pickrell, Triumph Trident 750             | Peter Williams, Norton Commando                   | David Nixon, Triumph Trident 750              |
| 1973                                                                        | Production 250                         | 250                                        | Charlie Williams, Yamaha                      | Eddie Roberts, Yamaha                             | Tommy Robb, Yamaha                            |
| 1973                                                                        | Production 500                         | 500                                        | Bill Smith, Honda                             | Stan Woods, Suzuki                                | Keith Martin, Kawasaki H 1                    |
| 1973                                                                        | Production 750                         | 750                                        | Tony Jefferies, Triumph Trident 750           | John Williams, Triumph Trident 750                | David Nixon, Triumph Trident 750              |
| 1974                                                                        | Production 250                         | 250                                        | Martyn Sharpe, Yamaha                         | Eddie Roberts, Yamaha                             | Bill Rae, Suzuki                              |
| 1974                                                                        | Production 500                         | 500                                        | Keith Martin, Kawasaki H 1                    | Alan Rogers, Triumph                              | Phil Gurner, BSA                              |
| 1974                                                                        | Production 1000                        | 1.000                                      | Mick Grant, Triumph Trident 750               | Hans-Otto Butenuth, BMW R 90 S                    | Helmut Dähne, BMW R 90 S                      |
| 1975                                                                        | Production 250                         | 250                                        | Chas Mortimer/ Alex George, Yamaha 250        | Stuart Jones/ Bill Simpson, Yamaha 250            | Alan North/ M. Patrick, Yamaha 250            |
| 1975                                                                        | Production 500                         | 500                                        | Charlie Williams/ Eddie Roberts, Honda        | Chris Revett/ Steve Parrish, Honda                | Neil Tuxworth/ Clive Horton, Honda            |
| 1975                                                                        | Production 1000                        | 1.000                                      | Dave Croxford/ Alex George, Triumph Trident   | Selwyn Griffiths/ David Williams, Triumph Trident | Martyn Sharpe/ Abe Alexander, BMW R 90 S      |
| 1976                                                                        | Production 250                         | 250                                        | Bill Simpson/ Chas Mortimer, Yamaha 250       | Tony Rutter/ David Hughes, Suzuki 250             | Keith Martin/ John Riley, Yamaha 250          |
| 1976                                                                        | Production 500                         | 500                                        | Frank Rutter/ Mick Poxon, Honda               | John Kidson/ Bill Henderson, Honda                | Nigel Rollason/ Les Trotter, Suzuki           |
| 1976                                                                        | Production 1000                        | 1.000                                      | Helmut Dähne/ Hans-Otto Butenuth, BMW R 90 S  | Martyn Sharpe/ Abe Alexander, BMW R 100 S         | Ray Knight/ M. Hunter, Laverda 1000 Jota      |
| 1977-1983 vervangen door Formula One TT, Formula Two TT en Formula Three TT |                                        |                                            |                                               |                                                   |                                               |
| 1984                                                                        | Production 250                         | 100-250                                    | Phil Mellor, Yamaha                           | Chris Fargher, Suzuki                             | Matt Oxley, Suzuki                            |
| 1984                                                                        | Production 500                         | 251-750                                    | Trevor Nation, Honda                          | Helmut Dähne, Honda                               | David Dean, Honda                             |
| 1984                                                                        | Production 1500                        | 751-1.500                                  | Geoff Johnson, Kawasaki                       | Howard Selby, Kawasaki                            | Peter Linden, Honda                           |
| 1985                                                                        | Production 250                         | 100-250                                    | Matt Oxley, Honda                             | Graham Cannell, Yamaha                            | Gary Padgett, Padgett Honda                   |
| 1985                                                                        | Production 500                         | 251-750                                    | Mick Grant, Heron Suzuki                      | Kevin Wilson, Suzuki                              | Tony Rutter, Suzuki                           |
| 1985                                                                        | Production 1500                        | 751-1.500                                  | Geoff Johnson, Honda                          | Bill Simpson, Kawasaki                            | Howard Selby, Kawasaki                        |
| 1986                                                                        | Production Class A                     | 501-750 cc tweetakt 751- 1.300 cc viertakt | Trevor Nation, Suzuki                         | Kevin Wilson, Suzuki                              | Brian Morrison, Suzuki                        |
| 1986                                                                        | Production Class B                     | 401-500 cc tweetakt 601-750 cc viertakt    | Phil Mellor, Suzuki                           | Helmut Dähne, Suzuki                              | Kevin Wilson, Suzuki                          |
| 1986                                                                        | Production Class C                     | 251-400 cc tweetakt 401-600 cc viertakt    | Gary Padgett, Suzuki                          | Malcolm Wheeler, Wilson Kawasaki                  | Steve Linsdell, Yamaha                        |
| 1986                                                                        | Production Class D                     | 250 cc tweetakt 400 cc viertakt            | Barry Woodland, Skoal Bandit Suzuki           | Graham Cannell, Mitsui Yamaha                     | Matt Oxley, Yamaha                            |
| 1987                                                                        | Production Class A                     | 501-750 cc tweetakt 751- 1.300 cc viertakt | Niet verreden wegens slecht weer              | Niet verreden wegens slecht weer                  | Niet verreden wegens slecht weer              |
| 1987                                                                        | Production Class B                     | 401-500 cc tweetakt 601-750 cc viertakt    | Geoff Johnson, Loctite Yamaha                 | Brian Morrison, Skoal Bandit Suzuki               | Trevor Nation, Loctite Yamaha                 |
| 1987                                                                        | Production Class C                     | 251-400 cc tweetakt 401-600 cc viertakt    | Niet verreden wegens slecht weer              | Niet verreden wegens slecht weer                  | Niet verreden wegens slecht weer              |
| 1987                                                                        | Production Class D                     | 250 cc tweetakt 400 cc viertakt            | Barry Woodland, Loctite Yamaha                | Malcolm Wheeler, Padgett Yamaha                   | Matt Oxley, Yamaha                            |
| 1988                                                                        | Production Class A                     | 501-750 cc tweetakt 751- 1.300 cc viertakt | Dave Leach, Padgett Yamaha                    | Geoff Johnson, Loctite Yamaha                     | Kevin Wilson, Suzuki                          |
| 1988                                                                        | Production Class B                     | 401-500 cc tweetakt 601-750 cc viertakt    | Steve Hislop, Honda                           | Brian Morrison, Honda                             | Geoff Johnson, Loctite Yamaha                 |
| 1988                                                                        | Production Class C                     | 251-400 cc tweetakt 401-600 cc viertakt    | Brian Morrison, Honda                         | Roger Hurst, Kawasaki                             | Steve Hislop, Honda                           |
| 1988                                                                        | Production Class D                     | 250 cc tweetakt 400 cc viertakt            | Barry Woodland, Loctite Yamaha                | Graeme McGregor, Suzuki                           | Brian Reid, Yamaha                            |
| 1989                                                                        | Production 750                         | 750                                        | Carl Fogarty, Honda                           | Dave Leach, Yamaha                                | Steve Hislop, Honda                           |
| 1989                                                                        | Production 1300                        | 1.300                                      | Dave Leach, Yamaha                            | Nick Jefferies, Yamaha                            | Alan Batson, Yamaha                           |
| 1990-1995 geschrapt na dodelijke ongevallen in 1989                         |                                        |                                            |                                               |                                                   |                                               |
| 1996                                                                        | Production TT                          | 1.000                                      | Phillip McCallen, Honda Fireblade             | Iain Duffus, B&M Honda Fireblade                  | Nigel Davies, Yamaha FZR 1000                 |
| 1997                                                                        | Production TT                          | 1.000                                      | Phillip McCallen, Honda Fireblade             | Ian Simpson, Reve Red Bull Ducati 916             | Simon Beck, Honda Fireblade                   |
| 1998                                                                        | Production TT                          | 1.000                                      | Jim Moodie, Sanyo Honda Fireblade             | Nigel Davies, Kawasaki ZX-9 RR                    | Michael Rutter, Honda Britain Fireblade       |
| 1999                                                                        | Production TT                          | 1.000                                      | David Jefferies, CMC Yamaha YZF-R1            | Jason Griffiths, Yamaha YZF-R1                    | Phillip McCallen, Yamaha YZF-R1               |
| 2000                                                                        | Production TT                          | 1.000                                      | David Jefferies, Yamaha YZF-R1                | Richard Quayle, Bullock Vimto Honda Fireblade     | Michael Rutter, V&M Yamaha YZF-R1             |
| 2001                                                                        | Production TT                          | 1.000                                      | Niet verreden wegens mond-en-klauwzeer-crisis | Niet verreden wegens mond-en-klauwzeer-crisis     | Niet verreden wegens mond-en-klauwzeer-crisis |
| 2002                                                                        | Scottish Life Intl. Production 1000 TT | 1.000                                      | David Jefferies, TAS Suzuzki GSX-R 1000       | Ian Lougher, TAS Suzuki GSX-R 1000                | Bruce Anstey, CR Suzuki GSX-R 1000            |
| 2002                                                                        | Production 600                         | 600                                        | Ian Lougher, TAS Suzuki GSX-R 600             | Bruce Anstey, Suzuki GSX-R 600                    | Jim Moodie, V&M Yamaha YZF-R6                 |
| 2003                                                                        | Scottish Life Intl. Production 1000 TT | 1.000                                      | Shaun Harris, Suzuki GSX-R 1000               | Bruce Anstey, Suzuki GSX-R 1000                   | Ryan Farquhar, Suzuki GSX-R 1000              |
| 2003                                                                        | Production 600                         | 600                                        | Shaun Harris, Suzuki GSX-R 600                | Ian Lougher, Honda CBR 600 RR                     | Ryan Farquhar, Kawasaki ZX-6 R                |
| 2004                                                                        | Scottish Life Intl. Production 1000 TT | 1.000                                      | Bruce Anstey, Suzuki GSX-R 1000               | John McGuiness, Yamaha YZF-R1                     | Jason Griffiths, Yamaha YZF-R1                |
| 2004                                                                        | Production 600                         | 600                                        | Ryan Farquhar, McAdoo Kawasaki ZX-6R          | Bruce Anstey, TAS Suzuki GSX-R 600                | John McGuiness, Yamaha YZF-R6                 |